# Milram (Marke)
Milram (Eigenschreibweise: MILRAM) ist die Hauptmarke des Deutschen Milchkontors (DMK), einer in Zeven im niedersächsischen Landkreis Rotenburg (Wümme) ansässigen Molkereigenossenschaft. Unter dem Handelsnamen MILRAM sind vielfältige Molkereierzeugnisse wie Gewürzquarks, Käse, Getränke und Milchbasisprodukte auf dem deutschen Markt erhältlich.

## Die Marken Milram und Milram Food-Service
Bei Milram handelt es sich um die Verbrauchermarke des Deutschen Milchkontors, deren Produkte im Lebensmitteleinzelhandel erhältlich sind. Zu den bekanntesten Produkten gehören Frühlingsquark, die Käsesorten Müritzer, Sylter und Burlander, Körniger Frischkäse, Buttermilch Drink sowie frischer Schmand.
Daneben richtet sich die Marke Milram Food-Service mit ihren Produkten und B2B-Lösungen an Kunden im deutschen Außer-Haus-Markt, so z. B. Köche, Konditoren, Pizzabäcker oder Gastronomiebetreiber. Zu den bekanntesten Produkten im Portfolio von Milram Food-Service gehören Schlagsahne, Schmand, Käse, Joghurt und Quark in Großgebinden für den Einsatz in der Küche sowie Milch-Mischgetränke für das Kiosk- und Impulsgeschäft.

## Geschichte
Mit der Gründung der Zentralmolkerei Nordmilch im Jahre 1947 wird der Grundstein für das später in Zeven in Rotenburg (Wümme) ansässige Unternehmen Deutsches Milchkontor (DMK) gelegt. Der Markenname Milram, der klanglich die Assoziation von „Milch“ und „Rahm“ wecken sollte, gelangte 1954 mit dem Erwerb der Kondensmilchfabrik Wilhelm Reuss in Osterholz-Scharmbeck in den Besitz der Molkerei.
Erste Erfolge ließen sich seit 1963 verbuchen, als der Speisequark der Marke in zwei unterschiedlichen Fettstufen, Gold (40 % Fett) und Silber (Magerquark), angeboten wurde. 1965 brachte Molkerei-Chef Fritz Pahlke erstmals einen markeneigenen Kirschquark auf den Markt, dem regelmäßig neue Speisequarkvarianten folgten.
Ab 1967 war der Frühlingsquark mit der Beimischung von Kräutern als herzhafter Kräuterquark in deutschen Supermärkten erhältlich. In der darauffolgenden Zeit avancierte der Frühlingsquark zum beliebtesten Kräuterquark der deutschen Konsumenten und wurde aufgrund seiner hohen Absatzzahlen zu einem Kernprodukt des Sortiments.
In den Jahren danach kamen weitere Sorten wie z. B. Gurke und Radieschen hinzu. 2006 wurde die Rezeptur überarbeitet und fortan cremiger gerührt, um besser dem Verbrauchergeschmack zu entsprechen. Heute gibt es den Frühlingsquark in vielen Kräuter- bzw. Gewürzvariationen sowie fettreduzierten Varianten im Sortiment.
Seit 2002 wird auch Käse unter der Marke Milram hergestellt und das Käsesortiment bis heute durch neue Sorten wie z. B. Müritzer herzhaft und Nordlicht kontinuierlich erweitert. Zwischen 2012 und 2020 konnte der Absatz von Scheibenkäse fast verfünffacht werden. 2021 kamen zudem die beiden Reibekäsesorten Pizza-Liebe und Auflauf-Liebe in den Handel.
Darüber hinaus gibt es mittlerweile viele weitere Milchprodukte, die unter der Marke im Handel geführt werden, wie z. B. Frucht-Buttermilch, frischer Schmand, körniger Frischkäse und Sour Cream.
2022 wurde auch die Dessert-Sparte erweitert: Mit Natur, Apfel-Zimt, Beeren-Trio und später auch mit Kirsche-Cranberry und Schoko-Banane gab es die ersten Porridge-Sorten mit Vollkornhafer.
Zeitgleich kamen mit MILRAM 100% pflanzlich Produkten die ersten veganen Produkte auf den Markt, darunter ein Schoko- und Vanille-Pudding, ein Reis-Dessert und ein Kakao-Drink. Alle Dessert-Produkte werden auf Basis von glutenfreiem Hafer und ohne künstliche Aroma- oder Konservierungsstoffe hergestellt. 2023 folgten die ersten veganen Brotaufstriche Frühlingsstreich, Paprikastreich und Naturstreich sowie die ersten zu 100 % pflanzlichen Raspel (geriebener Käse) Pizza-Zeit und Auflauf-Zeit.
2023 brachte Milram mit dem Franzbrötchen Eisbecher eine weitere Eiscremesorte auf den Markt.

## Produkte
Das Sortiment der Marke Milram umfasst Molkereiprodukte unterschiedlicher Kategorien. Dazu gehören:
- Frühlingsquark (Kernprodukt)
- Gewürzquarks und Spezialitäten
- Käse (im Kühlregal/an der Käsetheke)
- Milchgetränke
- Desserts
- 100 % pflanzlich Produkte
- Basisprodukte wie Quark, Sahne, Schmand u. ä.

## Nachhaltigkeit und Verantwortung
Die Marke Milram setzt sich laut eigenen Angaben für mehr Nachhaltigkeit und einen schonenderen Umgang mit Ressourcen ein. Dazu gehören die Reduktion von Verpackungsmaterial und die Verbesserung des Recyclinganteils bzw. der Recyclingquote. Die dafür erforderliche sorgfältigere, konsequentere Wertstofftrennung von Verpackungsbestandteilen wie z. B. Bechern, Folien, Papier- und Pappummantelungen wird von Milram durch entsprechende Verbrauchertipps kommuniziert und unterstützt.
Darüber hinaus nimmt Milram an der Oft länger gut-Initiative teil, die sich zum Ziel gesetzt hat, mit speziell gekennzeichneten Produkten die Lebensmittelverschwendung in Privathaushalten zu reduzieren. Durch den Aufdruck des Hinweises „Oft länger gut“ in Nähe des Mindesthaltbarkeitsdatums auf Lebensmittelverpackungen soll verhindert werden, dass Lebensmittel entsorgt werden, die zwar ihr Mindesthaltbarkeitsdatum überschritten haben, aber noch genießbar sind.
Im August 2025 wurden die Verpackungen einiger Käsesorten (Buttjer, Leuchtfeuer, Müritzer Original, Müritzer Herzhaft, Rahmkäse, Burländer Original, Nordlicht, Sylter und Benjamin) für begrenzte Zeit neu gestaltet. Dort waren nicht nur Personen mit heller Hautfarbe, sondern auch Personen anderer Hautfarben. Dies sorgte für einen rechten Shitstorm in den Sozialen Medien, u. a. mit Kommentaren vonseiten Vanessa Behrendts, Sprecherin der AfD-Fraktion im Niedersächsischen Landtag, und des rechtsextremen österreichischen Aktivisten Martin Sellners.

## Auszeichnungen
Im Jahr 2018 wurde der Milram-Frühlingsquark mit der Auszeichnung Marke des Jahrhunderts prämiert und in die Liste der Deutschen Standards in Kooperation mit dem Zeitverlag aufgenommen. 2020 wurde der Milram-Frühlingsquark von der Lebensmittel-Zeitung mit der Auszeichnung Top-Marke in der Kategorie „Frische I“/„Quark“ prämiert, und 2021 erhielt die Marke Milram für das gesamte Sortiment an Scheibenkäseprodukten in der Kategorie „Frische II“/„Hart-/Schnittkäse“ die Auszeichnung Top-Marke.